# Frederic Amat

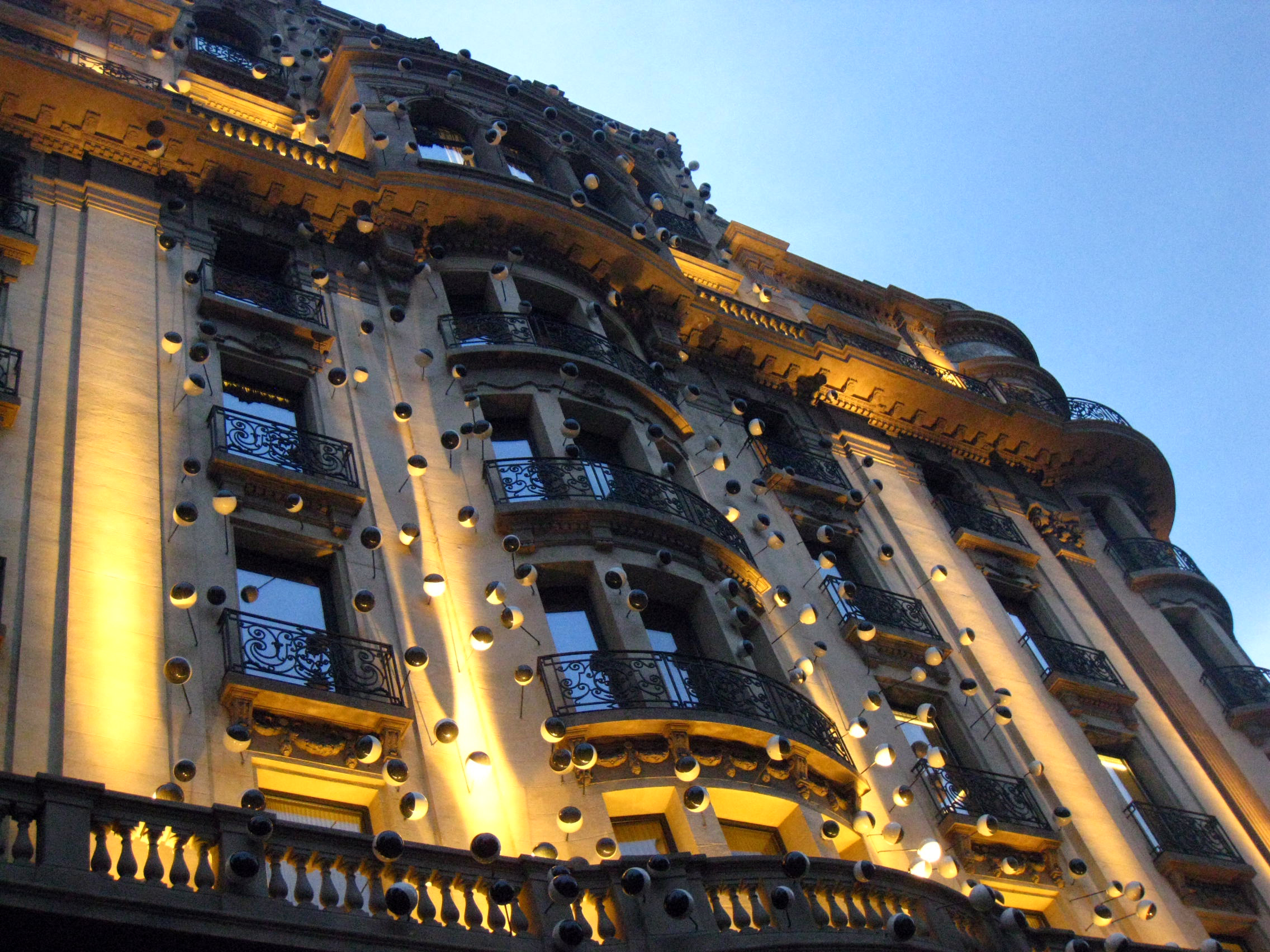
Globus oculars, en la fachada del Hotel Ohla, en la Vía Layetana (Barcelona)

Frederic Amat i Noguera (Barcelona, 15 de mayo de 1952) es un artista visual y escenógrafo catalán.

## Biografía
Nació en Barcelona, ciudad donde estudió diseño de decorados y arquitectura de la mano de Fabià Puigserver. A finales de la década de 1970 realizó diversos viajes a África y América del Norte, donde descubrió su interés por las artes escénicas.

## Obra

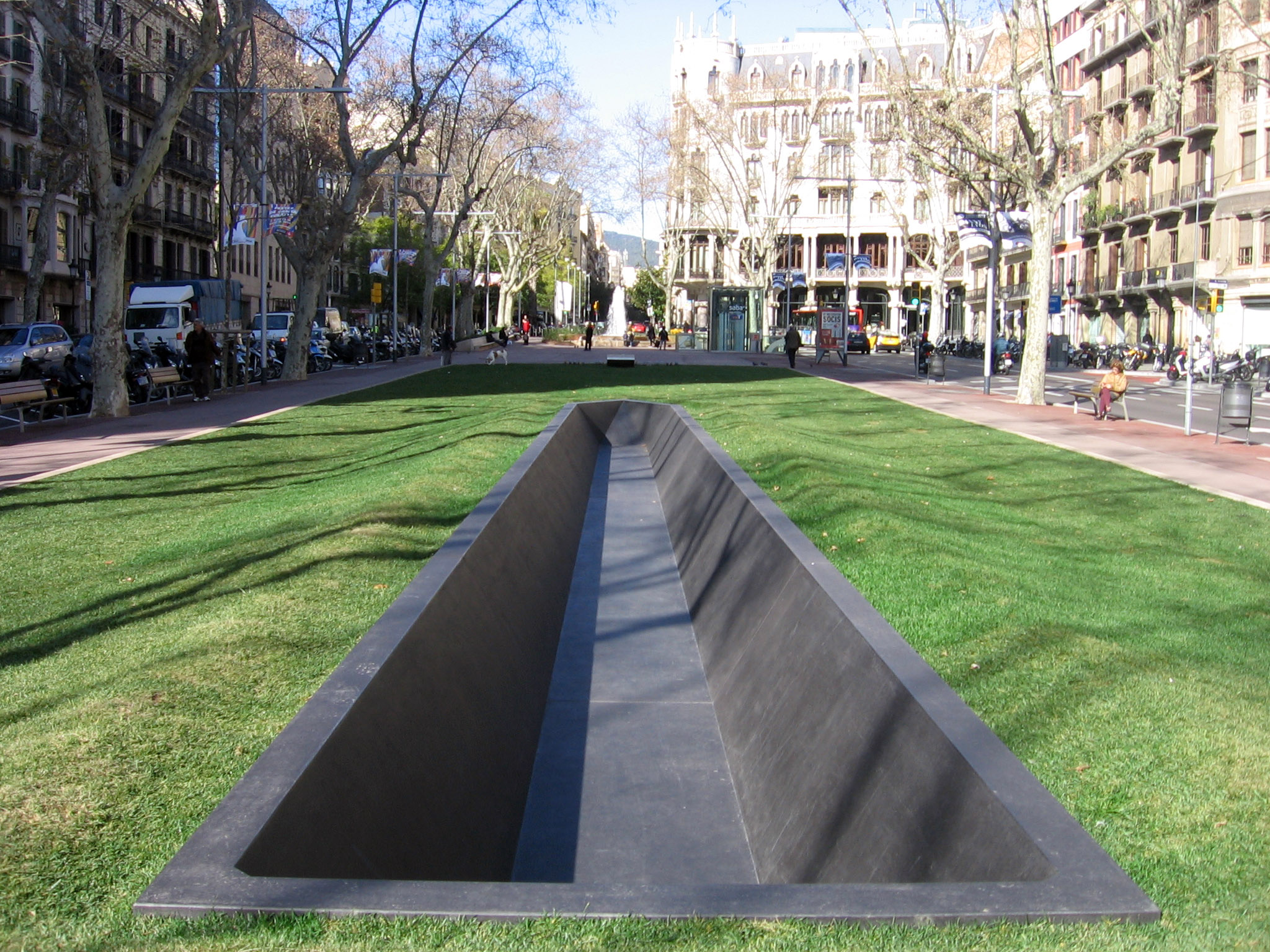
Surco. A Salvador Espriu (2014), Jardines de Salvador Espriu.

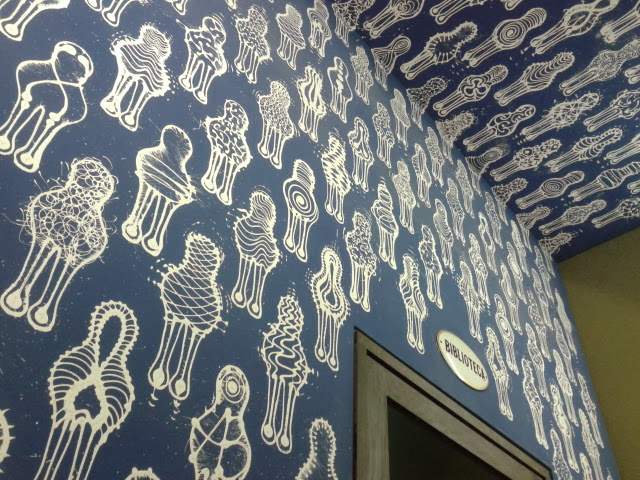
«La Porta dels lectors» en el Ateneo Barcelonés (2007)

### Pintura
En los años 70 inicia su obra pictórica de tendencia experimental y conceptual. Bajo la influencia de Antoni Tàpies y Joan Miró, Amat utiliza los colores con una finalidad expresiva, sometiendo sus lienzos a un proceso de manipulación en el que utiliza todo tipo de técnicas: collage, assemblage o barniz, entre otros. En 2005 recibió el encargo de diseñar el trofeo que acredita a los ganadores de los Premios Internacionales Terenci Moix, realizando para la ocasión un pez de barro con el sello del premio rodeado por una serigrafía. En 2007 fue galardonado con el Premio Nacional de Artes Visuales de Cataluña, concedido por la Generalidad, como reconocimiento por la exposición realizada en la Galería Carles Taché, en la que reunió el conjunto de su obra: pinturas, esculturas y montajes multimedia. Aquel mismo año decoró el vestíbulo de acceso a la biblioteca del Ateneo Barcelonés, en el Palacio Savassona, con el mural «La Porta dels lectors» (La puerta de los lectores).

### Escenografía
Desde 1986 colaboró como diseñador del espacio escénico, decorados y vestuario en espectáculos y representaciones teatrales y de danza.

#### Montajes de diseño del espacio escénico y vestuario
- 1986: El público, de Federico García Lorca. En colaboración con Fabià Puigserver. Dirección: Lluís Pasqual. Piccolo Teatro di Milano (Milán) y Centro Dramático Nacional (Madrid).
- 1988: Belmonte. Coreografía y dirección: Gelabert/Azzopardi. Mercado de las Flores.
- 1989: Catón, de Fernando Savater. Dirección: María Ruiz. Teatro romano de Mérida.
- 1992: Tirano Banderas, de Ramón del Valle-Inclán. Dirección: Lluís Pasqual. Odeon Théatre de l'Europe (París).
- 1992 - Colaboración en la ceremonia de inauguración de los Juegos Olímpicos de Barcelona.
- 1993: Roberto Zucco, de Bernard-Marie Koltès. Dirección: Lluís Pasqual. Teatre Lliure.
- 1993: El jardiner. Coreografía y dirección: Gelabert/Azzopardi. Música: Carlos Miranda. Mercado de las Flores.
- 1994: El amor brujo, de Manuel de Falla. Coreografía y dirección: Víctor Ullate. Teatro de la Maestranza. Sevilla.
- 1995: Los bandidos, de Friedrich Schiller. Dirección: Lluís Homar. Teatre Lliure, Mercado de las Flores.
- 1996: Haciendo Lorca. Dirección: Lluís Pasqual. Teatro Lope de Vega (Sevilla), Centro Dramático Nacional (Madrid) y Odeon Theatre de l'Europe (París).
- 1999: Esperando a Godot, de Samuel Beckett. Dirección: Lluís Pasqual. Teatre Lliure.
- 2002: Preludios, coreografía interpretación: Cesc Gelabert, Gelabert-Azzoparti Cia. de Dansa. Hebbel-Theater (Berlín).

#### Dirección escénica
- 1998: Zum-zum-ka. Idea y dirección junto con Cesc Gelabert. Palacio de Carlos V (Granada).
- 2001: Oedipus Rex, de Stravinsky y Cocteau. Dirección, escenografía y vestuario. Palacio de Carlos V (Granada).

### Dirección cinematográfica
- 1998: Viaje a la Luna (cortometraje), con textos de Federico García Lorca y música de Pascal Comelade. Junto a Òscar Bosch, Marta Carrasco, Adrià Collado, Daniel González y Julio Manrique.
- 2000: Foc al càntir (cortometraje), texto de Joan Brossa y música de Carles Santos. Con Ariadna Cabrol, Enric Casasses, Héctor García, Teresa Gimpera y Blai Llopis.